# Jean de Catellan
Jean de Catellan, né à Toulouse vers 1659 et mort le 7 janvier 1725, est évêque de Valence.

## Biographie
Jean de Catellan est issu d'une famille de noblesse de robe de toulousaine il est le fils de Jacques de Catellan et l'oncle de Jean-Marie de Catellan évêque de Rieux. Il est également le neveu et homonyme du juriste, conseiller du Parlement de Toulouse, Jean de Catellan. Il devient sous-précepteur des petits-fils de Louis XIV. Pourvu en commende de l'abbaye de Boulancourt (1701-1725), il est désigné en 1705 évêque de Valence, confirmé le 14 décembre et est consacré en février 1706 par le cardinal Louis-Antoine de Noailles l'archevêque de Paris. 
Il fut l'auteur en 1723 des Instructions pastorales, collection de ses instructions et mandements à propos des protestants de son diocèse convertis au catholicisme. Outre ses mandements Il publie en 1724 à Valence les Antiquités de l’Église de Valence, une histoire de son diocèse.

## Œuvres
- Jean de Catellan, Arrêts remarquables du Parlement de Toulouse : qui contiennent beaucoup de décisions nouvelles sur toute sorte de matières, Toulouse, Jean-François Caranove, Dominique Desclassan, 1705 (lire en ligne)
- Jean de Catellan, Arrests remarquables du parlement de Toulouse : qui contiennent beaucoup de décisions nouvelles sur toute sorte de matières. Recuëillis par messire Jean de Catellan, seigneur de la Masquere, conseiller au même parlement. Nouvelle édition revûë, corrigée & augmentée par les soins de messires François de Catellan, chanoine de l'église de Toulouse, président aux enquêtes du parlement ; neveu de l'auteur. Et Jacques de Catellan, seigneur de la Masquere, conseiller au même parlement ; son petit neveu. Tome 1 & 2, Toulouse, Jean-François Caranove, 1723 (lire en ligne)
- Jean de Catellan, Arrests remarquables du parlement de Toulouse : qui contient beaucoup de décisions nouvelles sur toutes sortes de matières. Recueillis par messire Jean de Catellan, seigneur de la Masquere, conseiller au même parlement. Nouvelle édition revûë, corrigée & augmentée par les soins de messire François de Catellan, chanoine de l'église de Toulouse, président aux enquêtes du parlement ; son neveu. Et Jacques de Catellan, seigneur de la Masquere, conseiller au même parlement ; son petit neveu. Tome second., Toulouse, Nicolas Caranove, 1730 (lire en ligne)
- Jean de Catellan, Officia propria sanctorum dioecesis valentinensis (cum mandato Joannis de Catellan, valentinensis episc. praemisso), Valence, 1714
- Jean de Catellan, Armand de Béthune, Jean Louis Des Bertons de Crillon, Instruction pastorale de monseigneur l'Evêque et Comte de Valence : à l'occasion de plusieurs Croix brisées ou abatues pendant les Fêtes de Pâques, dans une Paroisse de nouveaux Convertis de son Diocèse, Valence, Le Puy, Béziers, s. d.
- Jean de Catellan, Instruction pastorale de Monseigneur l'évêque et comte de Valence : En réponse à un ouvrage intitulé : Réflexions sur la Réponse de M. l’Évêque de Valence, à l'Instruction Pastorale de M. Basnage, Valence, 1723
- Jean de Catellan, Les Antiquités de l'eglise de Valence avec des réflexions sur ce qu'il y a de plus remarquable dans ces antiquités, recueillies par Jean de Catellan, évêque de Valence, Valence, 1724